# Fermium
Le fermium est l'élément chimique de numéro atomique 100, de symbole Fm. Il est nommé en l'honneur du physicien italien Enrico Fermi.

## Propriétés

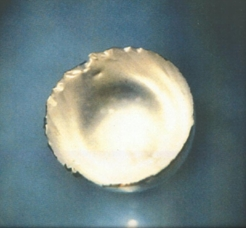
Alliage d'ytterbium avec 4 (en masse) de fermium.

C'est un élément métallique transuranien hautement radioactif qui fait partie des actinides. Il est produit lors du bombardement de plutonium avec des neutrons. Seule une petite quantité de cet élément a été synthétisée. De ce fait, on ne sait encore que peu de choses de ses propriétés chimiques.

## Isotopes
À ce jour, on a découvert vingt isotopes. Le plus stable est le 257Fm avec une demi-vie de 100,5 jours. Le 253Fm a une demi-vie de 3 jours, le 252Fm, 25,39 heures, le 255Fm, 20,07 heures. Tous les autres ont des demi-vies de moins de 5 heures dont la majorité ne dépassent pas trois minutes.

## Découverte
Le fermium fut découvert par l'équipe d'Albert Ghiorso en 1952. Elle mit en évidence la présence de 255Fm dans les retombées de l'explosion de la première bombe à hydrogène. Cet isotope avait été créé par combinaison de l'uranium 238 et de 17 neutrons sous l'effet du flux neutronique intense.